# Préstamela esta noche
Préstamela esta noche (también conocida y rotulada en los créditos iniciales y cartelería como Préstemela esta noche; títulos ambos que juegan al equívoco) es una película hispano-panameña de comedia musical estrenada en 1978, escrita por José López Rubio, Alfonso Paso y Tulio Demicheli y dirigida por este último y protagonizada en el papel estelar por Manolo Escobar.

## Sinopsis
Manolo (M. Escobar) es el asistente de confianza de Riccardi (Narciso Ibáñez Menta), un cantante de ópera de fama internacional. A pesar de que su vida está eclipsada por la vida y la fama de su señor, un día cambia su suerte... y en muy poco tiempo le ocurren dos acontecimientos inusuales: se enamora y aparece un estrafalario inventor (Antonio Garisa) que le ofrece el negocio de su vida.

## Reparto
- Manolo Escobar como Manolo / Tony Rey
- Perla Faith como Rita Laplace
- Antonio Garisa como Indalecio
- Narciso Ibáñez Menta como Renzo Riccardi
- Marilyn Pupo como Julia
- Gilda Haddock como Anita
- Mary Santpere como Rosa
- Alejandro Ulloa como Sr. Perelló
- Rafael Hernández como Taxista
- María Vico como Sra. Ray
- Gustavo Re como Camarero-jefe de sala
- José Sazatornil como Mr. Ray
- Florencio Calpe como Epifanio
- Asunción Vitoria como Hermana de Julia
- José Antonio Vilasaló
- José María Cases
- Mercedes Monterrey
- Manuel Bronchud como Vecino
- Luis Induni como Comisario